# دمی دا زیو
دمی دا زیو (هلندی: Demy de Zeeuw؛ زادهٔ ۲۶ مهٔ ۱۹۸۳) یک بازیکن فوتبال اهل هلند است. او یکی از مالِکان حساب ۴۳۳ در اینستاگرام نیز هست. ۴۳۳ یکی از مشهورترین حساب‌های اینستاگرام است که در زمینه فوتبال فعالیت می‌کند.

## تیم ملی
وی همچنین در تیم ملی فوتبال هلند بازی کرده است.